# بازگشت به سیاهی (آلبوم ایمی واینهاوس)
بازگشت به سیاهی (به انگلیسی: Back to Black) دومین آلبوم استودیویی هنرمند بریتانیایی، اِیمی واینهاوس است که در ۲۷ اکتبر ۲۰۰۶ توسط آیلند رکوردز منتشر شد. این آلبوم آخرین آلبومی است که در دوران زندگی ایمی واینهاوس منتشر شد. سبک آلبوم بازگشت به سیاهی آمیزه‌ای است از سبک‌های سول دههٔ ۶۰ و ریتم و بلوز مدرن و مضمون آن تجربیات ایمی واینهاوس در زمینهٔ مشروبات الکلی، مواد مخدر و سکس است.
در پنجاهمین دورهٔ جایزه گرمی، بازگشت به سیاهی برندهٔ ۵ جایزه شد و به این ترتیب واینهاوس (همراه با لارن هیل، آلیشیا کیز، بیانسه، نورا جونز و آلیسون کراس) رکورد دومین هنرمند زنی که در یک مراسم بیشترین جایزه را برنده شده، به دست‌آورد. این آلبوم جایزهٔ گرمی بهترین آلبوم آوازی پاپ را به دست‌آورد و ترانهٔ بازپروری (به انگلیسی: Rehab) از همین آلبوم جایزهٔ بهترین اجرای آوازی پاپ توسط خوانندهٔ زن، عنوان ترانهٔ سال و جایزهٔ بهترین ترانهٔ ضبط‌شده در آن سال را برنده شد. در این مراسم ایمی واینهاوس به عنوان بهترین هنرمند جدید برگزیده شد. آلبوم بازگشت به سیاهی نیز کاندیدای دریافت جایزهٔ بهترین آلبوم سال بود.